# Caenoprosopis crabronina
Caenoprosopis crabronina là một loài Hymenoptera trong họ Apidae. Loài này được Holmberg mô tả khoa học năm 1887.